# Guerra civile in Cambogia
La guerra civile cambogiana (សង្គ្រាមផ្ទៃក្នុងកម្ពុជា / Nội chiến Campuchia) fu una guerra civile combattuta in Cambogia tra il 1967 ed il 1975 fra il Partito Comunista di Kampuchea o Khmer rossi ed i loro alleati vietnamiti Vietcong contro le forze governative della Cambogia, sostenute dagli Stati Uniti d'America e dal Vietnam del Sud.
Gli Stati Uniti hanno bombardato massicciamente il Paese fino al 1975. Tra 600 000 e 800 000 cambogiani sono stati uccisi durante questa campagna militare.
Dopo cinque anni di intensi e sanguinosi conflitti le forze governative furono costrette ad arrendersi il 17 aprile 1975 e le forze vincenti dei Khmer Rossi istituirono la Kampuchea Democratica. Sebbene il conflitto fosse circoscritto al territorio cambogiano, rimane accomunato alla guerra del Vietnam per via dell'intervento militare statunitense, e per lo sconfinamento di questo conflitto nel territorio del Paese asiatico.

## Le origini del conflitto
Durante i primi anni sessanta la svolta a sinistra del regime dittatoriale del principe Sihanouk e una certa dose di anti-americanismo professata dal principe regnante avevano salvato la Cambogia dalle turbolenze che avevano colpito il Laos ed il Vietnam del Sud. Grazie a ciò né la Repubblica Popolare Cinese né il Vietnam del Nord avevano mai manifestato perplessità nei confronti dei proclami del principe di essere il capo di un governo favorevole alle forze di sinistra, a maggior ragione del fatto che la corrente politica di sinistra del Paese, il Prachea Chon Party, era integrata nel governo.
Il 3 maggio 1965 Sihanouk si staccò definitivamente dagli Stati Uniti e allacciò più stretti contatti con la Cina comunista e con l'Unione Sovietica. Per gran parte degli anni sessanta soltanto le formazioni armate del movimento Khmer Serei, fondato e diretto dal leader di origine Khmer Krom Son Ngoc Thanh, si contrapposero alle truppe nord-vietnamite e alle formazioni armate Viet Cong e Khmer Kraham, ma a partire dalla fine degli anni sessanta il delicato gioco di equilibrio tra politica interna ed estera del regime iniziò a franare mandando in frantumi la politica apparentemente "neutralista" di Sihanouk e buona parte dei connessi interessi economici della famiglia reale.
Attraverso la Cambogia scorreva il tratto finale del "sentiero di Ho Chi Minh", proveniente dal Laos, attraverso il quale i nord-vietnamiti inviavano costantemente, ma faticosamente, i rifornimenti alle loro truppe operanti nel sud ed alle formazioni Viet Cong; inoltre, nel 1966 una vasta porzione dell'Esercito Popolare Vietnamita si stanziò sempre più massicciamente all'interno dei confini cambogiani facendone la propria base delle operazioni, mentre il porto di Sihanoukville divenne il punto di attracco per le navi battenti bandiera di Hanoi per il supporto, attraverso il cosiddetto "sentiero di Sihanouk", delle truppe vietnamite comuniste nel Sud Vietnam. Queste concessioni erano in netto contrasto con la neutralità della Cambogia così come era stata sancita negli accordi della conferenza di Ginevra del 1954. In realtà i nord-vietnamiti pagavano per l'uso del territorio cambogiano, e Sihanouk e famiglia personalmente (in particolare la suocera M.me Izzi) ricavavano importanti profitti dal pedaggio per ogni carico di rifornimenti avviato dai comunisti lungo il "Sentiero di Ho Chi Minh" o scaricato a Sihanoukville per transitare lungo il "Sentiero di Sihanouk".
I motivi di questo cambiamento di rotta risiedevano anche, sul piano politico, nella forte convinzione da parte del regime di Sihanouk che in un prossimo futuro sarebbe stato il Partito Comunista Cinese a detenere il controllo totale dell'Indocina e non gli Stati Uniti.
Tuttavia nello stesso anno Sihanouk permise al suo ministro della difesa Lon Nol, filo-statunitense, di dichiarare fuorilegge il Prachea Chon, accusandolo di attività sovversive al servizio dei comunisti sud-vietnamiti. Questo non gli impedì tuttavia di perdere il controllo sull'ala di estrema destra del suo governo, che si allontanava da lui a causa dell'insorgere di una grave crisi economica (dovuta soprattutto al forte calo delle esportazioni di riso a favore del Vietnam) e della forte presenza nord-vietnamita nel territorio cambogiano.
L'11 settembre 1966 la Cambogia tenne le sue prime libere elezioni, nelle quali il partito conservatore ottenne il 75% dei seggi, facendo eleggere Lon Nol come primo ministro e Sisowath Sirik Matak, un membro fermamente nazionalista, anti-comunista e filo-occidentale della famiglia reale, cugino ed acerrimo nemico di Sihanouk (allo zio Sisowath Monireth, figlio e legittimo erede del defunto re Sisowath Monivong, ed a lui stesso preferito dai francesi come nuovo re della Cambogia indipendente), come vice-primo ministro.
Questa tensione tra le élite politiche cambogiane e lo scoppio della crisi economica favorirono l'insorgere di moti di ribellione nelle zone rurali capeggiate dai movimenti filo-comunisti cambogiani.

## La rivolta nel Battambang
Una delle prime scelte del governo conservatore di Lon Nol fu di affibbiare la responsabilità dell'innalzamento del costo del riso ai comunisti. Egli diede ordini all'esercito di recarsi nelle zone rurali e di requisire tutto il riso disponibile pagandolo secondo il prezzo al ribasso sancito dal governo. Questo suscitò subito una vasta sollevazione, soprattutto nella ricca regione del Battambang, che venne suscitata e incoraggiata dai comunisti locali.
L'11 marzo 1967, mentre Sihanouk era in visita in Francia, scoppiò un'aperta ribellione nel Battambang, dove i contadini assalirono i militari. Lon Nol, con l'approvazione di Sihanouk, impose la legge marziale che causò migliaia di esecuzioni e la distruzione di diversi villaggi di contadini.
Al suo ritorno dall'estero Sihanouk cercò di risolvere la crisi facendo arrestare diversi commercianti ed importatori cinesi accusandoli di speculazione ed operò un rimpasto nel governo facendo entrare nuovi elementi provenienti dalla sinistra.
Ma la repressione militare del Battambang aveva ormai prodotto i suoi effetti, rimpinguare le file del Partito Comunista Cambogiano dei Khmer rossi ed identificare il governo di Lon Nol con quello di un criminale sanguinario.

## L'organizzazione dei movimenti comunisti cambogiani
Mentre la rivolta del 1967 era stata repressa nel sangue, i movimenti comunisti cambogiani cercarono negli anni successivi di suscitare nuove proteste. Nel frattempo la decimazione dei leader politici del Prachea Chon e dei partiti comunisti dei centri urbani avevano spianato la strada alla leadership di Saloth Sar (più noto come Pol Pot), insieme a Ieng Sary e Son Sen, leader maoisti del partito comunista cambogiano.
Essi guidarono i loro seguaci verso gli altipiani del nord-est, nel territorio dei Khmer Loeu, una popolazione ostile sia ai proprietari terrieri locali che al governo centrale cambogiano. Qui il partito comunista si riorganizzò e si rafforzò, nonostante l'indifferenza dei comunisti nord-vietnamiti di Hanoi.
Il 17 gennaio 1968 i Khmer Rossi lanciarono la loro prima offensiva, volta più a raccogliere armi e a diffondere la loro propaganda che alla conquista territoriale, essendo i loro effettivi all'epoca non superiori alle 5 000 unità.
Proprio al termine della rivolta nel Battambang Sihanouk iniziò a rivedere i suoi rapporti con i khmer rossi, considerato il fallimento dei suoi accordi con la Cina, che non solo non avevano limitato le attività dei vietnamiti ma anzi le incoraggiavano, tramite i Khmer Rossi, in azioni sovversive volte a rovesciare il suo stesso governo.
Dietro suggerimento di Lon Nol (che era rientrato al governo in qualità di Ministro della difesa nel 1968) e di altri politici di destra, l'11 maggio 1969, Sihanouk riaprì i rapporti diplomatici con gli Stati Uniti e formò un nuovo governo di salvezza nazionale con Lon Nol come suo primo ministro.

## L'operazione Menu
Nonostante gli Stati Uniti fossero a conoscenza delle basi vietnamite in Cambogia sin dal 1966, il presidente statunitense Lyndon B. Johnson aveva scelto di non attaccarle per timore di possibili ripercussioni internazionali e poiché era convinto di poter convincere il sovrano cambogiano Sihanouk a modificare la sua linea politica ostile agli Stati Uniti. Tuttavia egli permise al MACVSOG di effettuare incursioni in Cambogia e di raccogliere informazioni sulle basi nord-vietnamite nel 1967. L'elezione di Richard Nixon alla presidenza degli Stati Uniti nel 1968 e la sua politica di vietnamizzazione del conflitto combinata con l'estensione dei bombardamenti su tutto il territorio indocinese, cambiarono il corso degli eventi.
Il 18 marzo 1969 Nixon diede ordine all'U.S. Air Force di bombardare segretamente l'area 353 nella regione chiamata dagli americani Fishhook (nell'area di Memot), confinante con la provincia sud vietnamita di Tay Ninh, da parte di 59 B-52 Stratofortress. Questo fu il primo di una serie di massicci e sistematici attacchi aerei segreti che durarono fino al maggio 1970. Durante l'Operazione Menu l'aeronautica statunitense compì circa 3 875 missioni sganciando più di 108 000 ordigni lungo i confini orientali della Cambogia.
Durante tutta l'operazione Sihanouk non espresse alcuna forma di protesta nella speranza che gli statunitensi scacciassero i vietnamiti dal suo territorio, così come fece il governo di Hanoi che si guardò bene dall'ammettere la presenza delle sue truppe in territorio ufficialmente neutrale. I bombardamenti dell'operazione Menu rimasero segreti al Congresso degli Stati Uniti ed all'opinione pubblica statunitense fino al 1973.

## Il rovesciamento di Sihanouk
Mentre Sihanouk era in visita diplomatica in Francia ed in procinto di proseguire per l'URSS e la Cina, una rivolta anti-vietnamita (sobillata dallo stesso governo cambogiano, essendo visti i vietnamiti come una quinta colonna sia dell'antico imperialismo vietnamita sia del nuovo imperialismo comunista, a maggior ragione dopo la scoperta da parte del vice-primo ministro Sisowath Sirik Matak, il quale, in visita ad Hanoi per ottenere il ritiro delle truppe nordvietnamite, aveva avuto accesso ai documenti autorizzanti l'occupazione nordvietnamita firmati dallo stesso Sihanouk e comprovanti il tradimento del sovrano) scoppiò nella capitale Phnom Penh e durante la sommossa le ambasciate vietnamite vennero prese d'assalto e saccheggiate. Il primo ministro Lon Nol non soltanto non intraprese alcuna iniziativa per sedare la sommossa ma chiuse ai nord-vietnamiti l'accesso a Sihanoukville imponendo un ultimatum secondo il quale tutte le forze vietnamite avrebbero dovuto abbandonare il suolo cambogiano entro le 72 ore.
Dopo essere venuto a conoscenza della rivolta nel suo Paese, Sihanouk chiese a Mosca ed a Pechino di esercitare un maggiore controllo sui loro alleati vietnamiti. Il 18 marzo 1970 Lon Nol chiese all'Assemblea Nazionale Cambogiana di votare sul futuro della leadership del principe Sihanouk sul paese.
Sihanouk venne destituito dal potere con una votazione di 92 voti a favore e 0 contro; Cheng Heng divenne formalmente il nuovo capo dello Stato mentre Lon Nol assunse i poteri in carica per l'emergenza. Il principe Sisowath Sirik Matak, il quale, dopo la scoperta dei documenti mostratigli ad Hanoi, aveva organizzato il colpo di Stato con Lon Nol, ottenne invece la carica di primo ministro delegato.
Il nuovo governo così formato dichiarò di avere attuato il passaggio di poteri nella più piena legalità, grazie all'avallo degli organi giuridicamente atti a decretarli. Esso ricevette in questo modo il riconoscimento di molti governi esteri. Esiste un lungo dibattito sulle complicità o meno degli Stati Uniti nell'organizzazione del colpo di Stato di Lon Nol, di cui però non si hanno allo stato attuale prove tangibili.
Gran parte della classe media khmer, insoddisfatta di Sihnaouk e della sua politica ambigua, accolse favorevolmente il cambio di guardia, così come i miliari che auspicavano così il ritorno degli statunitensi e dei loro aiuti.
Nello stesso giorno del suo rovesciamento, il principe Sihanouk, che si trovava a Pechino, rivolse alla popolazione cambogiana un appello affinché si opponessero all'usurpatore, esplosero così delle sommosse (soprattutto nelle zone controllate dai nord-vietnamiti), che tuttavia non si diffusero a macchia d'olio su tutto il territorio nazionale e non costituirono quindi una minaccia al nuovo governo.
Durante una di queste sommosse, a Kampong Cham, il fratello di Lon Nol, Lon Nil, fu picchiato a morte; in seguito gli fu asportato il fegato che venne cucinato e mangiato, nel rispetto di una tradizione Khmer secondo la quale mangiare il fegato del nemico era inteso in segno di vendetta. Al termine dell'episodio una folla di circa 40 000 persone marciò verso la capitale ma venne dispersa dai militari.

## Massacro dei vietnamiti
La caduta del regime di Sihanouk liberò gli odi repressi nelle popolazioni rurali e urbane della Cambogia contro le etnie vietnamite. L'appello di Lon Nol per il reclutamento di 10 000 volontari per rafforzare le forze armate cambogiane ebbe come risultato l'arruolamento di circa 70 000 reclute volontarie. Le voci secondo le quali era imminente un'offensiva vietnamita contro la capitale Phnom Penh scatenò un moto di paranoia e una rivolta violenta contro i 400 000 abitanti di etnia vietnamita della Cambogia.
Lon Nol, con i suoi appelli nazionalistici alla popolazione, sperava di utilizzare i prigionieri vietnamiti come deterrente contro le attività paramilitari vietnamite nel territorio cambogiano, e per questo motivo ordinò ai militari rastrellamenti in massa della popolazione cambogiana di etnia vietnamita e la sua deportazione in appositi campi di prigionia. Questo disegno tuttavia scatenò un'autentica caccia all'uomo da parte dei militari e della popolazione con una lunga serie di massacri ed eccidi. Il 15 aprile 1970 i corpi di circa 800 persone di etnia vietnamita furono visti galleggiare sul Mekong fino a raggiungere i confini vietnamiti.
A fronte di questi massacri sia il Vietnam del Nord sia quello del Sud denunciarono la pulizia etnica perpetrata dalla popolazione cambogiana con l'appoggio del suo governo, ma da parte cambogiana non venne alcuna risposta a tali denunce. È significativa al riguardo la difesa di Lon Nol il quale affermò che:

## Alleanza tra Sihanouk e Khmer Rossi
Da parte sua Sihanouk, esule a Pechino, proclamò lo scioglimento del governo illegittimo di Phnom Penh e la sua volontà di creare un Front Uni National du Kampuchea o FUNK. Lo stesso Sihanouk avrebbe dichiarato in seguito:
Fu in questa fase che il principe decise di allearsi con i Khmer Rossi, con il Pathet Lao (il Partito Comunista del Laos) e con la Repubblica Democratica del Vietnam (Vietnam del Nord). Fu così che venne proclamato il GRUNK ovvero il Government Royal d'Union Nationale du Kampuchea (Reale governo di unione nazionale di Kampuchea) nel quale Sihanouk assunse il ruolo di Capo di Stato e Penn Nouth, uno dei suoi più leali sostenitori, quello di primo ministro del nuovo regime.
Khieu Samphan, alto ufficiale dei Khmer rossi, venne nominato vice primo ministro, ministro della difesa e comandante in capo delle forze armate governative, Hu Nim divenne ministro dell'Informazione e Hou Yuon, un veterano del movimento comunista cambogiano, divenne ministro dell'interno e delle Riforme. Il GRUNK, dopo essersi costituito come governo legittimo della Cambogia, dichiarò di non considerarsi in esilio grazie alla presenza dei Khmer Rossi guidati da Khieu Samphan in territorio cambogiano. Il principe Sihanouk preferì restare in Cina, lasciando al suo braccio armato il compito di restaurare il suo governo, compiendo tuttavia sporadiche visite nelle aree liberate della Cambogia, compreso il complesso di Angkor Wat, che visitò nel 1973.
La nuova alleanza era considerata da parte di Sihanouk un mero patto a breve termine dettato quasi unicamente dalla sua sete di vendetta contro chi lo aveva tradito, mentre per i Khmer Rossi fu una occasione propizia per espandere la propria legittimità e la propria diffusione tra la popolazione, di cui molti, ancora leali al principe Sihanouk, andarono ad arruolarsi nelle file del FUNK. Il 9 ottobre 1970 Lon Nol abolì l'istituzione monarchica e la sostituì con una forma di governo centralizzato che battezzò Repubblica Khmer.

## Il conflitto civile (1970-1971)
Dopo il suo colpo di Stato, Lon Nol inizialmente non gettò la Cambogia nel conflitto armato contro i suoi oppositori. Egli fece altresì appello alla comunità internazionale e alle Nazioni Unite nel tentativo di guadagnare il consenso al nuovo governo e condannò le violazioni della neutralità cambogiana
Il nuovo esercito governativo, ribattezzato Forces Armees Nationales Khemeres (FANK), venne costituito anche grazie all'arruolamento di migliaia di giovani volontari cambogiani, provenienti soprattutto dalle aree urbane, che si unirono alle truppe regolari. Tuttavia la campagna di reclutamento andò oltre ogni aspettativa e l'esercito del FANK si dimostrò ben presto di non essere in grado di fornire il necessario addestramento militare alle nuove reclute, causa principale questa del suo collasso finale.
Nel periodo 1974-1975 le forze del FANK crebbero dalle circa 100 000 unità a 250 000, mentre giungevano gli aiuti militari (munizioni ed equipaggiamenti) dagli Stati Uniti, tramite il  Military Equipment Delivery Team (MEDT), che venne inviato a Phnom Penh nel 1971 con un totale di 113 ufficiali. Il contegno di Nixon riguardo a questa situazione può essere ben espresso con le parole riferite da Henry Kissinger all'ufficiale capo della missione, il colonnello Jonathan Ladd:
I problemi dell'esercito regolare cambogiano risiedevano non solo nello scarso addestramento delle sue reclute ma anche nella corruzione e nell'insubordinazione dei suoi ufficiali. Era diffusa l'usanza di dichiarare più unità di quelle che erano effettive per speculare sul vettovagliamento e gran parte delle armi e delle munizioni venivano rivendute al mercato nero.
La loro incapacità al comando è testimoniata dal fatto che lo stesso Lon Nol era costretto a dirigere personalmente le operazioni sul campo.
L'impreparazione e lo scarso livello di efficienza di gran parte delle truppe cambogiane, tuttavia, non coinvolgevano reparti al contrario bene addestrati, ben guidati e motivati, tra i quali, in particolare, le unità delle forze speciali dell'esercito, affidate al gen. Thach Reng, i reparti scelti dell'aviazione con i battaglioni paracadutisti agli ordini del nuovo comandante dell'Aviazione Repubblicana col. Ea Chhong, i reparti scelti della marina con i battaglioni marines e le unità Seals agli ordini del nuovo comandante della Marina Repubblicana comm. Vong Sarendy, i battaglioni Khmer Krom e quelli "guerriglieri" Khmer Serei diretti da Son Ngoc Thanh, i battaglioni Khmer Volunteers giunti dalla Thailandia e altre unità regolari, quali la 15ª Brigata di Fanteria al comando del mag. Lon Non, fratello di Lon Nol, direttamente responsabile della difesa di Phnom Penh, che, fino al 1974 inoltrato, si dimostrarono ripetutamente in grado di infliggere sonore batoste non soltanto alle forze Khmer Kraham ma anche alle grandi unità delle Forze Armate Nord-Vietnamite.
Dal canto loro i soldati semplici vennero presto demotivati dai bassi salari (con i quali dovevano acquistare da soli cibo e medicinali), dalla carenza di munizioni e dall'assenza degli alloggiamenti per le loro famiglie, spesso abituate a seguirli al fronte. L'emendamento Cooper-Church, improvvidamente approvato dal Congresso USA come reazione all'avvio di operazioni in Cambogia, proibì la partecipazione dei militari statunitensi e successivamente anche i rifornimenti militari furono progressivamente bloccati, precipitando le Forze Armate cambogiane in una grave crisi, divenuta poi irreversibile e tale da provocare il collasso della Repubblica cambogiana.
Contro un esercito così male equipaggiato e motivato era schierato inizialmente la migliore fanteria leggera di quel periodo, ovvero i soldati dell'Esercito Popolare del Vietnam, che venne presto soppiantato dalla fanteria pesante dei Khmer Rossi, rigidamente indottrinata e guidata da un gruppo di capi militari di provata esperienza. Le forze dei Khmer Rossi, riorganizzatesi dopo la conferenza delle forze indocinesi a Conghua, in Cina, nell'aprile del 1970, sarebbero cresciute dalle 12 - 15 000 unità del 1970 alle 35 - 40 000 unità del 1972, quando ebbe luogo la cosiddetta khmerizzazione del conflitto civile e le operazioni militari contro il governo cambogiano furono opera unicamente degli insorgenti.
Lo sviluppo delle forze militari Khmer ebbe luogo in tre fasi distinte:
- il periodo di reclutamento 1970 - 1972, in cui le forze Khmer servirono da appoggio tattico all'esercito nord-vietnamita.
- il periodo dal 1972 alla metà del 1974, in cui le formazioni Khmer si organizzarono in battaglioni e reggimenti
- il periodo 1974 - 1975 quando il partito Khmer divenne l'unico padrone del paese

Con la caduta di Sihanouk il governo di Hanoi temeva l'insorgere di un governo filo-occidentale che permettesse agli Stati Uniti di insediare delle basi operative militari lungo il confine occidentale del Vietnam. Per impedire che ciò accadesse i vietnamiti spostarono tutte le loro basi militari all'interno del territorio cambogiano, insediando un nuovo centro operativo a Kratié e preparandosi all'attacco.
A questo proposito il presidente statunitense Nixon, prospettando una missione di durata prevedibilmente non superiore a sei settimane, dichiarò:

## Incursioni statunitensi in Cambogia
Il 29 aprile 1970 gli Stati Uniti di concerto con le forze sud-vietnamite al comando del gen. Do Cao Tri pianificarono una serie di incursioni in territorio cambogiano su diversi fronti con lo scopo, secondo le intenzioni di Washington, di risolvere due questioni. la prima era facilitare il ritiro statunitense distruggendo le basi nord-vietnamite in Cambogia, mentre la seconda era quella di dimostrare al governo nord-vietnamita che il presidente Nixon non intendeva trascurare il conflitto cambogiano. A dispetto di queste intenzioni e del favore di cui godeva Lon Nol all'interno dell'amministrazione Nixon per le sue posizioni filo-statunitensi, il presidente cambogiano non era stato messo preventivamente a conoscenza del fatto che il suo territorio sarebbe stato oggetto di una invasione. Egli prese conoscenza delle operazioni solo dopo che il capo della missione USA ricevette l'ordine di procedere con un segnale via radio.
Grazie alle incursioni furono trovate e distrutte diverse basi logistiche e un notevole quantitativo di equipaggiamenti e viveri, ma, come ammetteva lo stesso quartier generale statunitense a Saigon, molto ancora si nascondeva nel cuore della nazione cambogiana; all'operazione parteciparono inizialmente circa 8 000 militari statunitensi e 2 500 militari sud-vietnamiti (2 000 dei quali appartenenti all'etnia Khmer Krom, cioè all'etnia Khmer ancora stanziata nella regione del Nam-bo - già parte dell'impero Khmer e ribattezzata dai francesi "Cocincina" - comprendente le pianure del corso finale e del delta del Mekong e della penisola meridionale di Ca Mau); entro il dicembre 1970 le truppe Khmer Krom assommarono a otto battaglioni, composti di veterani e con elevato livello di efficienza e combattività; altri battaglioni, composti di volontari di etnia Khmer ivi residenti, furono costituiti e addestrati in Thailandia per essere poi schierati nelle provincie settentrionali, a ridosso del confine col Laos.
Nello stesso giorno dell'attacco congiunto di statunitensi e sud-vietnamiti, le forze nord-vietnamite in Cambogia sferrarono una nuova campagna contro le forze governative del FANK con lo scopo di proteggere le basi già installate e insediarne di nuove, implementando così il loro sistema logistico. Dopo soli tre mesi dal colpo di Stato di Lon Nol, essi erano riusciti a scacciare le forze governative dalle regioni nord-orientali del Paese, lasciandone il controllo ai loro alleati, gli insorti cambogiani. I Khmer Rossi riuscirono a "liberare" anche altre zone nella parte meridionale del Paese, in maniera del tutto indipendente dai loro alleati nord-vietnamiti.

## Operazione Chenla II
Nella notte del 21 gennaio 1971 un contingente di circa 100 uomini dell'esercito nord-vietnamita attaccò la base aerea di Pochentong in Cambogia, la più importante base dell'aeronautica della Repubblica Khmer, distruggendone l'intera flotta di caccia. Il danno fu piuttosto relativo, in quanto la suddetta flotta era composta da obsoleti ed inefficienti velivoli di fabbricazione sovietica. Gli statunitensi sostituirono i veicoli distrutti con nuovi modelli, tuttavia l'attacco vietnamita riuscì a causare il ritardo di un nuovo contrattacco da parte del FANK.
Due settimane dopo il presidente cambogiano Lon Nol ebbe un attacco cardiaco e venne trasferito alle Hawaii a scopi terapeutici, facendo ritorno in Cambogia appena due mesi dopo.
Fu così che il 20 agosto 1971 il FANK mise in atto l'operazione Chenla II, ovvero la sua prima offensiva di quell'anno. Scopo dell'offensiva era liberare dal controllo nemico tutto il percorso dell'arteria stradale che conduceva al secondo centro urbano più importante del paese, la città di Kompong Thom, rimasta isolata dalla capitale da più di un anno.
Nonostante i primi successi, grazie ai quali venne Kompong Thom venne liberata, tuttavia gli attacchi dei Khmer Rossi e dei nord-vietnamiti nei mesi di novembre e dicembre portarono ad una nuova caduta della città e allo scatenarsi di una micidiale controffensiva dei ribelli che causò perdite gravissime e l'incapacità da parte dei governativi di assumere l'iniziativa dal punto di vista tattico.

## Fine della Repubblica Khmer (1972-1975)
Dal 1972 fino a tutto il 1974 il conflitto venne combattuto lungo le linee di comunicazione a nord ed a sud della capitale Phnom Penh. I governativi lanciarono offensive molto limitare con l'unico scopo di non perdere definitivamente il contatto con le regioni del nord-ovest ricche di piantagioni di riso, e lungo il fiume Mekong.
La strategia dei Khmer Rossi in questo frangente fu di tagliare gradualmente le linee di comunicazione del nemico e di accerchiare la capitale, impedendo così alle forze nemiche di coordinarsi, isolandole e frammentandole.
Il principale contributo statunitense all'alleato cambogiano venne con una serie di attacchi aerei e di bombardamenti, ma soprattutto con la copertura aerea delle operazioni a terra che venne denominata operazione Freedom Deal.
Secondo un ufficiale statunitense di stanza in Cambogia:
Il 10 marzo 1972 proprio prima che l'Assemblea Costituente cambogiana approvasse una nuova costituzione, il generale Lon Nol dichiarò la fine di ogni attività politica e costrinse il capo di Stato Cheng Heng a farsi da parte. Alla vigilia del secondo anniversario del colpo di Stato, Lon Nol riprese la carica di capo di Stato, pur rinunciando a quelle di primo ministro e di ministro della difesa ed il 4 giugno venne eletto il primo presidente della Repubblica Khmer in una consultazione elettorale farsa. La carica di primo ministro venne assunta da Son Ngoc Thanh.
Nel gennaio del 1973, grazie alla firma degli accordi di Parigi, ci fu un momento di speranza per il governo, l'esercito e la popolazione cambogiana, grazie alla presunta fine delle ostilità in Vietnam e nel Laos. Fu così che il 29 gennaio dello stesso anno Lon Nol annunciò un cessate il fuoco unilaterale in tutta la nazione, e di conseguenza anche tutte le operazioni di bombardamento statunitensi vennero interrotte nell'intenzione di dimostrare la volontà di pace.
Tuttavia i Khmer Rossi ignorarono i proclami del premier cambogiano, continuando a combattere. L'intensificarsi delle loro offensive li portò nel mese di marzo alle porte della capitale. Nonostante una forte campagna di bombardamenti da parte statunitense che costrinsero i Khmer Rossi alla ritirata, il loro attacco finale a Phnom Penh ebbe inizio il 1º gennaio 1975.
La capitale cambogiana, che prima della guerra contava una popolazione di circa 600 000 abitanti, si riempì di profughi provenienti da tutto il Paese, facendo aumentare la popolazione a circa 2 000.000 di abitanti, senza lavoro, senza medicinali e senza dimora, con poco cibo per sostentarsi. La situazione per gli abitanti della capitale e per il governo cambogiano peggiorò quando i ribelli presero il controllo delle sponde del fiume Mekong. I ribelli, grazie alle loro mine e ai posti di blocco sul fiume, fermarono ogni convoglio di aiuti provenienti dal Vietnam e da ogni parte della Cambogia e diretti a Phnom Penh.
Durante l'ultima settimana di marzo, circa 40 000 ribelli erano pronti a sferrare il colpo di grazia all'esercito repubblicano ormai sfiancato e ridotto alla fame insieme alla popolazione. Lon Nol rassegnò le dimissioni e abbandonò il Paese in esilio il 1º aprile 1975, sperando che la sua assenza dallo scenario politico consentisse il sorgere di trattative di pace. Un estremo tentativo di coinvolgere lo stesso ex-presidente Sihanouk per una trattativa non ebbe successo.
Quando un voto al Congresso statunitense non avallò una nuova serie di operazioni tattiche a sostegno dell'esercito repubblicano cambogiano il panico pervase la capitale. La situazione fu ben descritta dal generale Sak Sutsakhan il quale raccontò in seguito:
Il 12 aprile, comprendendo che ormai tutto era perduto, gli Stati Uniti evacuarono la loro ambasciata con uno stormo di elicotteri nell'operazione Eagle Pull con la quale vennero evacuate 276 persone, compreso l'ambasciatore statunitense John Gunther Dean, tutto il personale diplomatico, il presidente cambogiano in carica, lo stato maggiore dell'esercito cambogiano con le loro famiglie e altre 35 persone di diversa nazionalità. Contrariamente a quanto si aspettavano gli statunitensi, Sirik Matak, Lon Non (fratello di Lon Nol), il primo ministro Long Boret e gran parte del governo di Lon Nol declinarono l'offerta di evacuazione. La loro sorte sarebbe stata l'esecuzione capitale da parte dei Khmer Rossi.
Dopo l'evacuazione statunitense, venne istituito un Comitato Supremo composto da sette membri, e guidato dal generale Sak Sutsakhan il quale assunse l'autorità massima della morente Repubblica Khmer. Il 15 aprile le ultime difese della capitale caddero e il 17 aprile 1975 il Comitato Supremo decise di trasferire la sede del governo nella provincia nord-occidentale di Oddar Meanchay. Alle 10:00 dello stesso giorno la voce alla radio del generale Mey Si Chan dello staff militare della Repubblica Khmer ordinava a tutti i soldati il cessate il fuoco poiché erano in corso le trattative per la resa della capitale. La guerra civile era finita. Il nuovo regime venne instaurato dai ribelli Khmer, la cui prima iniziativa fu di svuotare completamente la capitale Phnom Penh della sua popolazione e di avviare una lunga serie di esecuzioni capitali in alcuni campi di concentramento, passati alla storia come killing fields.